# Квинтин Лео фон Алтхан
Квинтин Лео фон Алтхан (на немски: Quintin Leo Graf von Althann; * 1577; † 1634) е имперски граф от австрийския благороднически род фон Алтхан.

## Живот
Той е най-малкият син на императорския съветник фрайхер Кристоф фон Алтхан († 1589) и втората му съпруга фрайин Елизабет фон Тойфел († 1636), дъщеря на фрайхер Георг Тойфел фон Гунтерсдорф († 1578) и Йозефина фон Виндиш-Грец († 1567). Брат е на генерал Михаел Адолф фон Алтхан (1574 – 1636), австрийски военен командир и дипломат, 1608 г. издигнат на граф, и фрайхер Волфганг Дитрих фон Алтхан (1575 – 1623). Внук е на Волфганг фон Алтхан († сл. 1541) и Анна фон Пьотинг.
Квинтин Лео фон Алтхан е издигнат на имперски граф на 18 юни 1610 г. Той умира на 57 години през 1634 г.

## Фамилия
Първи брак: пр. 1599 г. с графиня Катарина фон Турн и Валсасина († 1605), дъщеря на граф Франц фон Турн и Валсасина (1508 – 1586) и графиня Барбара Шлик фон Пасаун († 1581). Те имат три дъщери:
- Елизабет Поликсена фон Алтхан (* пр. 1599 – 1625), омъжена 1622 г. за фрайхер Йохан Хелфрид Йоргер цу Толет (* 31 декември 1594, Цакинг; † сл. 1654)
- Елизабет Катарина фон Алтхан (1601 – 1639)
- Максимилиана Анна фон Алтхан (* 1601; † 21 март 1665, Виена), омъжена за фрайхер Карл Евзебиус фон Херберщайн († 1663)

Втори брак: през 1606 г. с Естер Сузана фон Щубенберг († 1610). Те имат една дъщеря.
- Якобеа Ева фон Алтхан (* сл. 1606 – 1641), омъжена 1629 г. за първия си братовчед граф Йохан Евстах фон Алтхан († 1 март 1652), син на чичо ѝ фрайхер Евстах фон Алтхан († 1602).[3]

Трети брак: сл. 1610 г. с Анна Катарина Щройн фон Шварценау († 1656). Те имат четири деца:
- Франц Райхард фон Алтхан (1619 – 1670), женен I. пр. 1652 г. за Сузана Елизабет фон Велц фон Файщриц († 1656), II. сл. 1656 г. за фрайин Анна Мехтилда фон Паландт
- Якоб фон Алтхан (* сл. 1619 – 1659), женен за Цецилия Анна Фелнер фон Фелдег
- Квинтина Рената фон Алтхан (1630 – 1670), омъжена 1650 г. за граф Йохан Вилхелм фон Татенбах (1619 – 1670)
- Йохан Кристоф фон Алтхан (* 1633; † 8 декември 1706), женен I. 1655 г. за Анна Франциска фон Лайминг (1638 – 1667), II. 1708 г. за фрайин Анна Терезия фон Ламберг (1649 – 1684), III. 1686 г. за графиня Мария Юлиана фон Радмансдорф (1665 – 1691), IV. на 14 май 1692 г. за графиня Агнес Каролина Хедвиг Шафгоч-Земперфрай фон и цу Кинаст и Грайфенщайн (* 3 ноември 1660; † 29 май 1737),